# Golica (województwo zachodniopomorskie)
Golica – wieś w Polsce położona na Równinie Białogardzkiej, w województwie zachodniopomorskim, w powiecie koszalińskim, w gminie Świeszyno. Wieś wchodzi w skład sołectwa Niedalino.
Według danych z końca grudnia 1999 r. wieś miała 123 mieszkańców.
W latach 1975–1998 miejscowość administracyjnie należała do województwa koszalińskiego.